# 夏汉志
夏汉志是一位山东省潍坊小说家。擅长写悬疑推理小说，历史小说，哲理诗歌，古典诗词。

## 著作
《真爱迷踪》《矮奴》《盗墓机密》《离地狱最近的人》《戴面具的第三者》
- 昌乐作家夏汉志轮椅上写出三部畅销小说 （页面存档备份，存于）